# Rudolf Haidegger
Rudolf Haidegger, född 10 juli 1923, död 22 juni 1987, var en friidrottare från Österrike. Han deltog vid olympiska sommarspelen 1952.